# Adela de Pfalzel
Adela o Adela de Pfalzel (660?, 675? - Trèveris, 24 de desembre de 734) fou la fundadora i la primera abadessa del monestir de Pfalzel, prop de Trèveris a Renània, Alemanya. Fou declarada santa per l'església catòlica i la seva festa se celebra el 24 de desembre.

## Família
La seva família és coneguda pel seu testament, redactat el dotzè any del regnat d'un rei anomenat Teodoric. Era mare d'un Alberic, germana d'una Ragentruda, cohereva d'una Plectruda i posseïa una propietat a Bedelingis. El testament precisa igualment que havia obtingut les terres sobre les quals va ser construït el monestir de resultes d'un intercanvi amb Pipí d'Héristal, majordom de palau. La primera dificultat és d'identificar el rei Teodoric, que pot ser Teodoric III (673-691) o Teodoric IV (721-737). La tesi clàssica ha retingut Teodoric IV, el que data el testament el 733 o 734, però no hi ha encara consens definitiu sobre la qüestió.
El seu fill Alberic és d'altra banda conegut com a fill d'Odó i germà de Gerlinda, que posseïa una vinya a Klotten el 699. El 715, el duc Arnulf, net de Pipí d'Heristal i de Plectruda, posseïa propietats en el mateix indret, cosa que implica un parentiu. Gerlinda es va casar després amb Adalbert, comte d'Alsàcia.
Plectruda, cohereva, és a dir germana d'Adela, és identificada amb Plectruda, dona de Pipí d'Heristal, la qual és coneguda com a filla d'Hugobert, senescal de Clodoveu III. Fins i tot si hi ha encara una incertesa sobre la identitat de l'esposa d'Hugobert, es considera que es tracta d'Irmina, abadessa d'Oeren i fundadora de l'abadia d'Echternach, o una de les seves germanes.
El 704, la religiosa Immina i les seves filles Attala i Rolanda cedien al monestir d'Echternach els béns heretats dels seus pares situats a Bedelinga. La tesi clàssica identifica Immine amb Irmina, i Attala a Adela.

## Biografia
Es va casar amb un cert Odó i va donar a llum a:
- Alberic († 714/721), pare de sant Gregori d'Utrecht.
- Gerlinda († després del 699), casada amb Adalbert I d'Alsàcia, comte d'Alsàcia
- Haderich († després del 699)

Esdevinguda vídua, va entrar en un orde religiós i va fundar el monestir de Pfalzel del que fou la primera abadessa. Es va encarregar igualment de l'educació d'un dels seus nets, que esdevindria sant Gregori d'Utrecht, un dels evangelitzadors d'Alemanya.

## Tradicions
Una llegenda que apareix en el curs del segle xi en fa una filla del rei Dagobert I i una germana d'Irmina d'Oeren. És cronològicament possible si es considera que el testament fou redactat sota Teodoric III, però impossible per a una redacció sota Teodoric IV. Tanmateix aquesta tesi no és tinguda en compte actualment. La ciutat de Sainte-Adèle al Canadà fou anomenada en el seu honor.